# Wilhelm Graeser
Wilhelm Graeser (* 20. Juli 1870; † nach 1935) war ein deutscher Jurist und Ministerialbeamter.

## Leben
Wilhelm Graeser studierte Rechtswissenschaften und promovierte. 1892 trat er in den preußischen Staatsdienst ein und wurde 1905 Regierungsrat.
1909 war er im Polizeipräsidium Hannover.
1919 wurde er in der Politischen Abteilung des Reichsministeriums des Innern Hilfsarbeiter, Geheimer Regierungsrat und 2. Stellvertreter Staatskommissar für die Regelung der Kriegswohlfahrtspflege in Preußen. In dieser Funktion war er u. a. 1920 als Vertreter der Staatsregierung im Hauptausschuss, welcher über den Haushalt des Ministeriums des Innern abstimmte, aktiv. 1921 wurde er Ministerialrat und war in den folgenden Jahren am Aufbau der Schutzpolizei und Kriminalpolizei aktiv. So war er maßgeblich am Aufbau der preußischen Landeskriminalpolizei mit einem Landeskriminalamt in Berlin und Landeskriminalpolizeistellen beteiligt, welche am 1. Juni 1925 eingerichtet wurden.
1927 wurde er Ministerialdirigent. Im gleichen Jahr wurde er stellvertretender Bevollmächtigter Preußens zum Reichsrat. Er war 1931 Leiter der Unterabteilung Recht der Polizeigruppe des Innenministeriums.
1933 war er kurz Vorsitzender des Fürsorgeamts für Beamte aus den Grenzgebieten, bevor er im gleichen Jahr als Nachfolger von Fritz Mooshake Präsident der Preußischen Bau- und Finanzdirektion in Berlin wurde, was er bis zu seinem Ruhestand Anfang November 1935 blieb.